# جمعية حماية والحفاظ على بيئة الغردقة
جمعية حماية والحفاظ على بيئة الغردقة (بالإنجليزية: HEPCA) هي منظمة غير حكومية تعمل بشكل رئيسي في مجال حماية البيئة البحرية والبرية في محافظة البحر الأحمر بمصر.

## تاريخ
منذ تأسيسها عام 1992، حظيت جمعية حماية والحفاظ على بيئة الغردقة باعتراف دولي واسع النطاق، وقد أُنشئت على يد 12 عضوًا من مجتمع الغوص في الغردقة وسفاجا، بعدما لاحظوا التهديدات التي تواجه النظام البيئي الهش في البحر الأحمر. واليوم، توظف الجمعية أكثر من 700 فرد، لا يقتصر عملهم على حماية البحر الأحمر والحفاظ عليه فحسب، بل يشمل أيضًا رعاية النظم البيئية البرية الحساسة على طول الساحل المصري.
تشمل أنشطة جمعية حماية والحفاظ على بيئة الغردقة كذلك، رصد وإدارة الموارد، حملات التوعية العامة، إدارة النفايات الصلبة، الأبحاث العلمية، وتنمية المجتمع المحلي.